# Hrabstwo Issaquena
Hrabstwo Issaquena (ang. Issaquena County) – hrabstwo w stanie Missisipi w Stanach Zjednoczonych. Obszar całkowity hrabstwa obejmuje powierzchnię 441,36 mil² (1143,12 km²). Według szacunków United States Census Bureau w roku 2009 miało 1612 mieszkańców.
Hrabstwo powstało w 1844 roku.

## Miejscowości
- Mayersville[4]

| Populacja hrabstwa w poprzednich latach | Populacja hrabstwa w poprzednich latach |
| Rok                                     | Liczba ludności                         |
| --------------------------------------- | --------------------------------------- |
| 1980                                    | 2518                                    |
| 1990                                    | 1909                                    |
| 2000                                    | 2274                                    |
| 2005                                    | 1909                                    |